# Hadersdorf-Weidlingau
Hadersdorf-Weidlingau (en dialecte viennois : HaWei) est une ancienne commune de Vienne, rattachée depuis 1938 au 14e arrondissement (Penzing).

## Géographie
Hadersdorf-Weidlingau est composé des communautés cadastrales de Hadersdorf (2 106,37 ha) et Weidlingau (93,47 ha) ainsi que de Mariabrunn (22 ha, près du Lainzer Tiergarten), ancien village rattaché à la communauté cadastrale de Auhof, située majoritairement dans le 13e arrondissement.
Hadersdorf-Weidlingau est situé dans le Wienerwald à l'extrémité ouest de Vienne, à la frontière du land de Basse-Autriche et des communes de Purkersdorf, Mauerbach et Klosterneuburg. Le ruisseau Mauerbach et la rivière Vienne arrosent le canton.

## Histoire

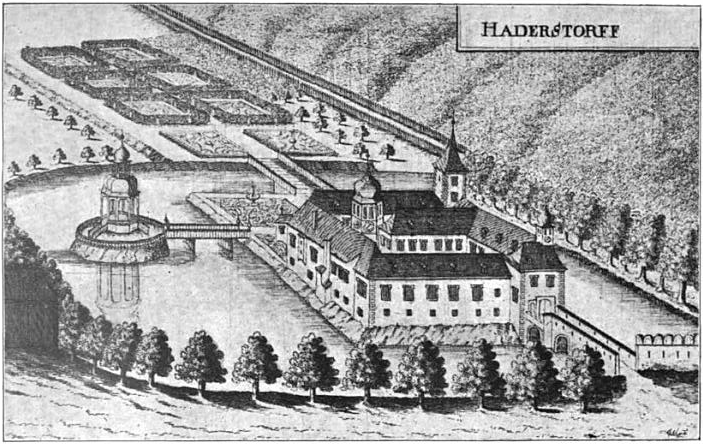
Hadersdorf et le château Laudon, d'après Georg Mathaeus Vischers Topographia Archiducatus Austriae inferioris, 1672

Le principal monument est le château Laudon élevé par le maréchal Ernst Gideon von Laudon (1717-1790).

## Personnalités
- Peter Cornelius (* 1951), Musicien
- Eugen Guido Lammer (1863–1945), Alpiniste
- Hans Lukesch (1901–1994), Politicien, membre de la NSDAP
- Rudolf Stiassny (1883–1943), Acteur et metteur en scène
- Otto Wutzel (1918-2013), Historien de l'art

## Littérature
- Hertha Wohlrab: Penzing. Geschichte des 14. Wiener Gemeindebezirkes und seiner alten Orte. Jugend und Volk, Vienne, 1985,  (ISBN 3-224-16209-0).
- Regine Rebernig-Ahamer: Hadersdorf-Weidlingau auf den Spuren eines Dorfes in Wien. publication PN1 Bibliothek der Provinz, Weitra 2007,  (ISBN 978-3-85252-842-7).